# バーチャルコンソールのゲームタイトル一覧
バーチャルコンソールのゲームタイトル一覧は、任天堂のゲーム機におけるサービス、バーチャルコンソールで配信されているゲームタイトルの一覧。
配信プラットフォームごとに以下の各項目を参照。
- Wii版バーチャルコンソールのゲームタイトル一覧
- ニンテンドー3DS版バーチャルコンソールのゲームタイトル一覧
- Wii U版バーチャルコンソールのゲームタイトル一覧